# Miltogramminae
Miltogramminae (лат.) — подсемейство серых мясных мух (Sarcophagidae). Насчитывает около 600 видов, распространённых по всему миру.

## Описание
Мелкие и средние виды с большими глазами, широкими калиптерами и овальным или слегка сужающимся брюшком. Своеобразный Khowaba atrox из пустыни Намиб, однако, такой же большой, как и многие Sarcophaginae. Морфология терминалий довольно однообразна, и только виды рода Eumacronychia демонстрируют значительное структурное разнообразие. Половой диморфизм часто присутствует и обычно связан с различиями в цветовом рисунке, самцы имеют более плотный, яркий и контрастный микротоментум, а передние лапки могут быть снабжены специализированными волосками. Другие примеры — увеличенные нижние глазные фасетки у самки, уплощённые передние лапки самки, уплощённая ариста самца, удлинённая передняя лапка самца и специализированные волоски на кончике брюшка самца.
Следующие признаки могут быть аутапоморфными для подсемейства или, по крайней мере, для клады, содержащей большинство видов: глаза большие; посткраниум плоский или вогнутый; лицо равноширокое у обоих полов; постокулярные волоски одинаковой длины; лунулы вровень со скапусами усиков; нижний калиптер широкий и дугообразно переходит в надкрылья.

## Биология
Клептопаразиты одиночных пчёл и одиночных ос. Хотя известны также паразитоиды и сапрофаги, жизненный цикл предков мильтограммин остается невыясненным. Два вида Euphyto (E. nomiivora и E. pollinaris) питаются пыльцевыми шариками андрениновых и галиктиновых пчёл. Два вида Eumacronychia (E. nigricornis и E. sternalis) являются хищниками яиц ящериц и черепах соответственно. Имеются записи о том, что Eumacronychias pp. посещают трупы позвоночных и беспозвоночных, и по крайней мере один вид может размножаться на печени позвоночных. Eumacronychia elitah был зарегистрирован как клептопаразит в гнездах Palmodes laeviventris, снабженных сверчками (Anabrus simplex), а единственный паратип E. persollaw, по-видимому, был взят «в норе Epibembix beutenmuller[sic]». Большинство экземпляров из типовой серии Chorezmomyia geophila и несколько экземпляров двух (из трёх) видов Chivamyia были взяты в норах грызунов — необычное обстоятельство, которое ещё предстоит объяснить. Одна самка из типовой серии Chivamyia intermedium была взята на человеческих фекалиях («auf Menschenkot»), что сильно контрастирует с привычкой питаться нектаром, встречающейся у большинства других взрослых Miltogramminae.
Взрослые клептопаразитические мильтограммины выработали несколько стереотипных стратегий самок для предоставления личинкам доступа к пище, предназначенной для потомства ос. Самки мух могут преследовать сфекоидных ос, возвращающихся с парализованной добычей в гнездо, либо следуя за летящими осами, либо непосредственно садясь на брюшко крупной добычи, волочащейся по земле. Привычка слежки особенно развита у видов, например, Senotainia и Miltogramma, где самки могут следовать за потенциальными хозяевами на расстоянии 15—30 см, часто сохраняя дистанцию в очень узком диапазоне, как будто привязанные к осе, привычка, за которую они получили название мух-спутников (satellite flies). Слежка может происходить даже во время строительства гнезда и ориентационных полетов. Откладка личинок может происходить непосредственно на добыче, прежде чем она будет втянута в нору, самка мухи может следовать за осой с грузом вниз по норе, или она может терпеливо ждать, пока оса вернётся, после чего она быстро проскальзывает в гнездо. Другая стратегия заключается в поиске входов в осиные гнезда, полёт низко над землей и личинка в полете сажается прямо на вход, а личинка далее сама извивается и двигается вниз в поисках пищи. Или же самка мухи может приземлиться у входа в гнездо и войти в нору, чтобы отложить потомство рядом или прямо на пищу, предоставленную потомству ос или пчёл.
По крайней мере, один вид Phrosinella ищет временно закрытые входы в гнёзда, роет яму в песке и откладывает несколько личинок. Самка Oebalia minutaglues откладывает инкубируемые яйца прямо на осу-хозяина для переноса в гнездо. Хозяева-сфециды разработали поведенческие защитные механизмы против клептопаразитических мильтограммин, включая такие формы поведения, как замирание, столкновение, удар, ужаление и преследование, а также закрытие гнезда, очистка ячеек и охрана гнезда самцом и самкой. Некоторые мильтограммины связаны с термитами, либо как внутренние паразиты («Chauliooestrus» leza, Senotainia arabops), либо как хищники (Hoplacephala schistacea, возможно, также Senotainia grisea). Один вид Macronychia был выведен из взрослых слепней, а Senotainia tricuspisis — известный внутренний паразит взрослых медоносных пчёл и шмелей. Phylloteles hessei, Dolichotachina proxima и неопознанный вид Senotainia были выведены из яиц саранчи. Размножение и выведение Miltogramminae из кузнечиков, найденных мёртвыми, интерпретировалось как возможный случай истинного эндопаразитизма, но также обсуждают оставление добычи как контрклептопаразитическое поведение и отмечают, что «некоторые оставленные объекты добычи, на которых поселились личинки, производят мильтограмминов».

## Систематика
Известно около 600 видов. Филогенетический анализ с использованием данных о последовательности трёх митохондриальных (COI, cytB, ND4) и одного ядерного (Ef-1α) генов показал, что: (1) Miltogramminae являются сестринскими для подсемейства Paramacronychiinae, (2) Miltogramminae можно разделить на «низших мильтограмминов», содержащих две клады в основном сапрофагов и кладу «высших мильтограмминов» с преимущественно клептопаразитическими видами. Реконструкция предкового состояния по стратегии питания личинок и пяти личиночным признакам показывает, что предок Miltogramminae, вероятно, был сапрофагом, сохранившим плезиоморфные ротовые гребни и цефалоскелет со склеротизированным дорсальным килем. Такие синапоморфии, как крупные псевдоцефалические сенсорные органы и хорошо развитая кутикулярная скульптура, позволяют предположить, что предковая личинка первого возраста активно искала зарытые в землю запасы пищи.
- Aenigmetopia Malloch, 1930
- Alusomyia Villeneuve, 1933[2]
- Ambouya Villeneuve, 1935[2]
- Amobia Robineau-Desvoidy, 1830[1]
- Apodacra Macquart, 1854
- Beludzhia Rohdendorf, 1935[2]
- Chaetapodacra Rohdendorf, 1935[2]
- Chivamyia Pape, 1996[2]
- Chorezmomyia Rohdendorf, 1935[2]
- Craticulina Bezzi, 1906[2][4]
- Dolichotachina Villeneuve, 1913[2]
- Eremasiomyia Rohdendorf, 1927[2]
- Eumacronychia Townsend, 1892[2]
- Euphyto Townsend, 1908[2]
- Gymnoprosopa Townsend, 1892[2]
- Gymnopsidia Shewell, 1987[2]
- Hoplacephala Macquart, 1846[2]
- Khowaba Pape, 1991[2]
- Lamprometopia Macquart, 1846[2]
- Macronychia Rondani, 1859[1]
- Medomyia Rohdendorf, 1926[2]
- Mesomelena Rondani, 1859[2]
- Metopia Meigen, 1803[1]
- Metopodia Brauer & von Bergenstamm, 1889[2]
- Miltogramma Meigen, 1803[1]
- Oebalia Robineau-Desvoidy, 1863[1]
- Opsidia Coquillett, 1895[2]
- Phrosinella Robineau-Desvoidy, 1863[1]
- Phylloteles Loew, 1844[2]
- Protomiltogramma Townsend, 1912[2]
- Pterella Robineau-Desvoidy, 1863[1]
- Senotainia Macquart, 1846[1]
- Sphecapatoclea Villeneuve, 1909[2]
- Sphecapatodes Villeneuve, 1912[2]
- Sphenometopa Townsend, 1908[2]
- Taxigramma Perris, 1852[1]
- Xiphidiella Zumpt, 1852[2]